# Thomas Van Hamme
Pour les articles homonymes, voir Van Hamme.
 (mai 2018).
Si vous disposez d'ouvrages ou d'articles de référence ou si vous connaissez des sites web de qualité traitant du thème abordé ici, merci de compléter l'article en donnant les références utiles à sa vérifiabilité et en les liant à la section « Notes et références ».
Thomas Van Hamme, né le 10 février 1969 à Bruxelles, est un animateur belge de radio et de télévision. Il est le deuxième fils du scénariste de bande dessinée belge Jean Van Hamme.
Après s'être installé cinq ans à Jauchelette, il s'installe à Bruxelles car c'est plus commode pour les trajets, toutes ses attaches étant bruxelloises.

## Biographie

### Enfance, formation et débuts professionnels
Durant son enfance, il regardait l'émission L’île aux enfants. C'est, selon lui, ce qui lui a donné l'envie de faire de la télévision. En 1992, il obtient sa licence en journalisme de l'Université libre de Bruxelles. Après des débuts en octobre 1991 sur Radio Contact où il présente les flashs info et des magazines, il passe par la presse écrite en devenant rédacteur en chef du magazine culturel bruxellois Kiosque.

### Passage par la RTBF
En 1994, il devient animateur à la RTBF.
Il commence comme chroniqueur dans le talk show d'après-midi Carlos et les autres avec Carlos Vaquera, qui devient La Bande à Carlos, mais aussi dans Du bout des Ailes avec Marie-Hélène Vanderborght. Il est alors chargé de l'édition de ces différentes émissions.
De 1997 à 2005, il anime en prime time le jeu Bingo Vision avec Maria Del Rio et le jeu interscolaire du samedi après-midi Génies en Herbe en duo avec, successivement, Ève-Marie Vaes, Corinne Boulangier et Maureen Louys.
Il anime de nombreux autres divertissements en prime time : J'ai Pigé (2006-2009, durant trois saisons), Les Plus Grands Belges, 10 Chansons pour faire la Fête, mais aussi des événementiels comme Passage à l'an 2000, Passage à l'Euro, Cap48, Spéciale Tsunami, Festival du Cirque de Monte Carlo, des concerts au palais royal, l'Inauguration de la gare des Guillemins, Fête de la Communauté française sur la Grand Place, etc.
Dès janvier 2002, il présente la toute dernière version des débats de l'Écran Témoin, devenu par la suite Chacun son Histoire. Il commente de nombreux événements royaux en direct, dont le mariage de William et Kate en avril 2011 et le Trooping the Colour à plusieurs reprises.
Dès 2005 et jusqu'en 2011, il présente, en duo avec Barbara Louys, le magazine C'est du belge consacré à la monarchie belge et à tout ce qui fait l'excellence de la Belgique.
Dès septembre 2008, en radio, après un passage sur les ondes de Bruxelles Capitale, il anime la matinale de Viva Bruxelles (6 h - 8 h 30) et le talk show A Vous de Voir (8 h 40 - 9 h) sur VivaCité.

### Après la RTBF
Le 3 mai 2011, Thomas Van Hamme décide de quitter la RTBF pour RTL-TVI où il présente à partir de septembre 2011 le magazine de vulgarisation Tout s'explique (chaque jeudi à 19 h 45). Il a animé différents prime time événementiels : J'aime mon pays, We love Céline (avec Céline Dion), Le Journal intime de Salvatore Adamo, On s'était dit rendez-vous avec Patrick Bruel, Le Journal intime d'Annie Cordy ou encore Jeune à tout prix (en 2015 avec Julie Taton). Il a aussi été à la barre de différents magazines événementiels : Spéciale Tintin et le Secret de la Licorne, Spéciale Facebook, La fin du monde c'est maintenant (en duo avec Jacques Van den Biggelaer)...
En 2011, il est candidat de la version belge de Pékin Express en Indonésie.
En radio, il est depuis le 19 septembre 2011 à la présentation du Bel RTL Matin avec Barbara Mertens (7h00-8h30) et de La Bel équipe (8h30-9h30) sur Bel RTL.En septembre 2014, il reprend seul le Bel RTL Matin (7h00-9h00), première matinale d'info en Communauté française.
Il quitte la présentation de la matinale de la station à l'issue de la saison 2016-2017.[réf. souhaitée]
En 2019, à 50 ans, il prend une année sabbatique pour voyager en Inde et au Népal et faire le point sur sa vie après une année difficile. RTL-TVI le remplace pour la saison 2019-2020. La crise du covid-19 change ses plans : il ne peut partir au Népal et sa chaîne revoit ses projets à la baisse à la suite de la chute des revenus publicitaire. Thomas Van Hamme décide de quitter définitivement la chaîne.

### Retour à la RTBF
Le 31 août 2023, le site de la RTBF annonce le retour de Thomas Van Hamme avec "Changeons le monde", une toute nouvelle émission centrée sur des sujets de société.

### Télévision
2022 : Marion, mini-série TV de Jacques Kluger : policier Morel

## Vie privée
Au début de l'année 2005, il fait son coming out en choisissant de révéler son homosexualité.